# XLV Liceum Ogólnokształcące im. Romualda Traugutta w Warszawie
XLV Liceum Ogólnokształcące im. Romualda Traugutta w Warszawie – publiczna szkoła ponadpodstawowa w Warszawie założona w 1954 roku.

## Historia szkoły
- 1 września 1954 roku w budynku przy ulicy Smoczej nr 6 po raz pierwszy został zainaugurowany rok szkolny w Szkole Podstawowej i Liceum Ogólnokształcącym Towarzystwa Przyjaciół Dzieci XVIII
- 23 marca 1957 r. decyzją Prezydium Rady Narodowej w m. st. Warszawie Szkoła TPD nr XVIII stała się Szkołą Podstawową i Liceum Ogólnokształcącym nr 45
- 9 października 1958 r. decyzją Kuratorium Oświaty szkoła otrzymała nazwę Szkoła Podstawowa i Liceum Ogólnokształcące nr 45 im. Romualda Traugutta.

- 12 października 1958 roku odbyła się uroczystość nadania szkole imienia Romualda Traugutta, uczniowie otrzymali sztandar ufundowany przez rodziców
- 22 stycznia 1963 r., w 100-lecie Powstania Styczniowego „dyrekcja szkoły zarządza noszenie przez młodzież szkolną tutejszej szkoły znaczka o treści: Liceum Romualda Traugutta”
- 1 września 1964 „jedenastolatkę” przekształcono w Szkołę Podstawową i Liceum Ogólnokształcące im. Romualda Traugutta
- Szkołę Podstawową przeniesiono do budynku na ul. Smoczej 19, nadano jej numer 170, gdzie funkcjonowała do 31 sierpnia 2001 r.
- 15 listopada 1964 r. decyzją Kuratora Okręgu Szkolnego m.st. Warszawy, na podstawie zarządzenia Ministra Oświaty z dnia 25 maja 1960 r. /Dz.Urz. Min. Ośw. Nr. 8, poz. 131/, ustalono numer i nazwę oraz imię szkoły stosowane do dziś: XLV Liceum Ogólnokształcące im. Romualda Traugutta.
- 28 marca 1977 r., zarządzeniem nr 31 Kuratorium Oświaty i Wychowania do pomieszczeń po Szkole Podstawowej Nr 165 zostało przeniesione XLV Liceum Ogólnokształcące im. Romualda Traugutta przy ul. Smoczej 6. Nowe lokum znajdowało się przy ulicy Miłej 26. Był to budynek, tzw. „tysiąclatki”, zaś budynek przy ul. Smoczej 6 został siedzibą Ogólnokształcącej Szkoły Sztuk Pięknych przeniesionej z Łazienek.
- 1 września 2001 r. uchwałą nr 776/LXIV/2001 Rady Gminy Warszawa – Centrum XLV Liceum Ogólnokształcące im. Romualda Traugutta weszło w skład nowo utworzonego Zespołu Szkół Nr 14 wraz z Gimnazjum dla Dorosłych Nr 1
- 1 września 2002 r. uchwałą nr 1810/LXXVI/2002 Rady Gminy Warszawa – Centrum 4-letnie XLV Liceum Ogólnokształcące im. Romualda Traugutta przekształcono w 3-letnie liceum
- 16 września 2004 r. uchwałą nr XXXVII/864/2004 Rady m. st. Warszawy Gimnazjum dla Dorosłych nr 1 otrzymuje nazwę Gimnazjum dla Dorosłych nr 63
- 31 lipca 2007 r. uchwałą X/27/2005 Rady Dzielnicy Wola m. st. Warszawy z dnia 1 lipca 2005 r. zlikwidowano Gimnazjum dla Dorosłych nr 63

## Dyrektorzy
- Jadwiga Puchalska (01.09.1954 – 31.08.1956)
- Janina Starzycka-Głowacka (01.09.1956 – 31.01.1973)
- Jadwiga Kafarska (p.o. dyrektor = 01.02.1973 – 30.04.1973)
- Artur Sztyk
- Elżbieta Piskorska (p.o. dyrektor = 01.09.1978 – 30.11.1978)
- Janusz Beck (01.12.1978 – 31.08.1984)
- Janina Szwajkowska (01.09.1984 – 31.08.1989)
- Grażyna Chludzińska (01.09.1989 – 31.08.2011)
- Agata Pallasch (od 01.09.2011)

## Absolwenci
- dr Wojciech Borkowski (matura 1979)[1]
- prof. dr hab. Aleksander Bursche (matura 1975)[1]
- Maciej Chmiel (matura 1981)[1]
- Witold Dębicki (matura 1962)[2]
- Danuta Dmowska-Andrzejuk (matura 2001)[1]
- Piotr Gembarowski (matura 1989)[1]
- Liliana Głąbczyńska-Komorowska (matura 1975)[1]
- Edyta Jungowska (matura 1985)[1]
- Mirosław Kalinowski (matura 1967)[1]
- Ryszard Kalisz (matura 1976)[1]
- Krzysztof Kotowski
- Krzysztof Mętrak (matura 1962)[1]
- Andrzej Mogielnicki (matura 1966)[1]
- Cezary Nowak (matura 1976)[1]
- Jolanta Nowak (matura 1978)[1]
- Konrad Piasecki (matura 1989)[1]
- Dariusz Podobas
- Piotr Stasiński (matura 1971)[1]
- Iwona Sulik (matura 1971)[1]
- Jarosław Szoda (matura 1983)[1]
- Małgorzata Szyszka (matura 1983)[1]
- Jadwiga Ślawska (matura 1964)[1]
- Izabela Targońska
- Mariusz Treliński (matura 1981)[1]
- Karol Wójcicki (matura 2008)[1]

## Miejsce w rankingach
Miejsce w rankingu miesięcznika „Perspektywy” Licea warszawskie:
- w roku 2004 szkoła zajmowała 44 miejsce w rankingu szkół warszawskich,
- w roku 2005 szkoła zajmowała 47 miejsce w rankingu szkół warszawskich,
- w roku 2006 szkoła zajmowała 53 miejsce w rankingu szkół warszawskich,
- w roku 2007 szkoła zajmowała 46 miejsce w rankingu szkół warszawskich,
- w roku 2008 szkoła zajmowała 58 miejsce w rankingu szkół warszawskich,
- w roku 2009 szkoła zajmowała 65 miejsce w rankingu szkół warszawskich,
- w roku 2010 szkoła zajmowała 64 miejsce w rankingu szkół warszawskich,
- w roku 2011 szkoła zajmowała 74 miejsce w rankingu szkół warszawskich,
- w roku 2012 szkoła zajmowała 84 miejsce w rankingu szkół warszawskich,
- w roku 2013 szkoła zajmowała 87 miejsce w rankingu szkół warszawskich.
- w roku 2019 szkoła zajmowała 88 miejsce w rankingu szkół warszawskich.
- w roku 2020 szkoła zajmowała 88 miejsce w rankingu szkół warszawskich.
- w roku 2021 szkoła zajmowała 97 miejsce w rankingu szkół warszawskich.

W latach 2014–2019 szkoła była poza rankingiem.